# Le Grand Quoi
Le Grand Quoi, sous-titré Autobiographie de Valentino Achak Deng (titre original en anglais : What Is the What: The Autobiography of Valentino Achak Deng), est un roman américain de Dave Eggers publié originellement en 2006. Il s'agit d'une biographie romancée, basée sur le récit oral autobiographique de Valentino Achak Deng, sud-soudanais devenu américain en 2001.
La traduction en français, par Samuel Todd paraît le 27 août 2009 aux éditions Gallimard. Le roman reçoit la même année le prix Médicis étranger.

## Résumé
Né et ayant grandi au Soudan, Valentino, un jeune Dinka, fuit son village de Marial Bai à la suite de la Seconde guerre civile soudanaise. Il parcourt des centaines de kilomètres à pied avec un groupe d'enfants (20, puis jusqu'à 300) vers l'Éthiopie. Valentino passe plusieurs années dans les camps de réfugiés, éthiopien (de Pinyudo) puis kényan (de Kakuma), avant d'obtenir son visa pour l'Amérique. Il arrive à Atlanta peu après le 11 septembre 2001.
En 2005 ou 2006, il est victime d'un cambriolage à son domicile à Atlanta avec séquestration et violence – par un couple afro-américain et un enfant – en l'absence de son colocataire Achor. C'est l'occasion pour lui de se remémorer encore une fois l'ensemble de tout ce que sa courte vie lui a fait endurer.

## Réception critique
La recension francophone reste discrète, à part l'élogieux Charles Dickens des temps modernes.
La recension anglophone est plus active : pré-sélection à un des National Book Award, désignation comme livre de lecture dans divers collèges, article de Lee Siegel, article de Emily Spears-Meers dans l’Oxonian Review...
Une question se pose, au moins pour Lee Siegel, celle du travail effectif de l'auteur par rapport au récit oral d'Achak, et de la centaine d'autres témoignages, dont font preuve les remerciements à la fin du livre.
Le livre a inspiré partiellement l’album Everything That Happens Will Happen Today (en) (2008) de David Byrne et Brian Eno.

## Éditions
- Le Grand Quoi, éditions Gallimard, coll. « Du monde entier », 2009  (ISBN 2070786897)[3].